# سلیمانلو (میانه)
سلیمانلو، روستایی از توابع بخش کاغذکنان شهرستان میانه در استان آذربایجان شرقی ایران است.

## جمعیت
این روستا در دهستان قافلانکوه شرقی قرار دارد و براساس سرشماری مرکز آمار ایران در سال ۱۳۸۵، جمعیت آن ۶۱ نفر (۲۳خانوار) بوده‌است.